# Morane-Borel monoplane
Morane-Borel monoplane, також Morane-Saulnier Type A, Morane monoplane — французький одномісний, одномоторний аероплан.
1911 року на цьому літаку Жуль Ведрін здобув перемогу в перельоті з Парижа до Мадрида. Відомий авіатор Еміль Таддеолі також літав на цьому літаку.
Єдиний відомий на сьогодні екземпляр знаходиться в Канадському авіаційному музеї в Оттаві.

## Льотні дані
Основні характеристики
- Екіпаж: 1
- Довжина: 6.28 м (20 фт 7 дм)
- Розмах крила: 9.12 м (29 фт 11 дм)
- Маса порожнього: 280 кг (619 lb)
- Злітна маса: 430 кг (948 lb)
- Двигун: 1 × Gnome Lambda 7-cylider air-cooled rotary, 37 кВт (50 кс)

Льотні характеристики
- Максимальна швидкість: 110 км/год (69 миль/год)